# Histiotus
A Histiotus az emlősök (Mammalia) osztályának a denevérek (Chiroptera) rendjébe, ezen belül a kis denevérek (Microchiroptera) alrendjébe és a simaorrú denevérek (Vespertilionidae) családjába tartozó nem.
A Histiotus-fajok Dél-Amerika területén találhatók meg.

## Rendszerezés
A nembe az alábbi 7 faj tartozik:
- Histiotus alienus
- Histiotus humboldti
- Histiotus laephotis
- Histiotus macrotus
- Histiotus magellanicus
- Histiotus montanus
- Histiotus velatus típusfaj